# Spelocteniza
Spelocteniza is een geslacht van spinnen uit de familie Microstigmatidae.

## Soorten
Het geslacht kent de volgende soort:
- Spelocteniza ashmolei Gertsch, 1982